# Jerzy Wójcik

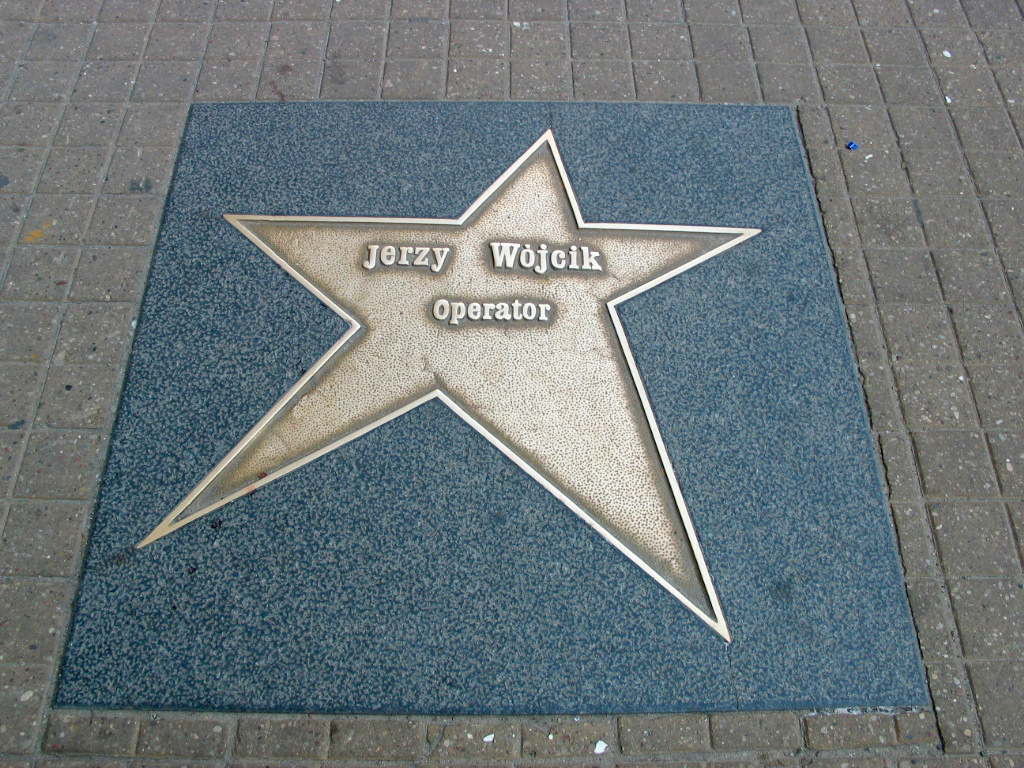
Wójciks Stern auf dem Walk of Fame in Łódź

Jerzy Wójcik (* 12. September 1930 in Nowy Sącz; † 3. April 2019 in Warschau) war ein polnischer Kameramann, Regisseur und Drehbuchautor.

## Leben
Geboren als Sohn von Andrzej Wójcik, Major im 1. Regiment der Podhalaner Schützen. In ersten Tagen des Zweiten Weltkrieges wurde er mit seiner Mutter und Bruder Marian nach Lemberg evakuiert, kehrte später nach Nowy Sącz zurück. Nach dem Krieg zog die Familie Wőjcik nach Boguszów (dt. Gottesberg) in Sudeten.
Jerzy Wójcik absolvierte eine Kameraausbildung an der Filmhochschule Łódź. Er schloss das Studium 1955 ab und wurde Mitglied der „Kadr“-Arbeitsgemeinschaft, erhielt sein Diplom allerdings erst 1964. 1956 arbeitete er als 2. Kameramann hinter Jerzy Lipman an Andrzej Wajdas Der Kanal. Sein Debüt als hauptverantwortlicher Kameramann gab er 1958 bei Andrzej Munks Eroica. Als Kameramann blieb er bis 1987 tätig. Neben seiner Tätigkeit als Kameramann schrieb er Drehbücher und schuf von 1976 bis 1985 Theaterinszenierungen fürs polnische Fernsehen. Von 1968 bis 1970 war er auch in Jugoslawien als Kameramann tätig.
Er war Professor für Filmkunst. Zunächst bildete er Kameraleute 1981/82 an der Schlesischen Universität in Katowice und ab 1984 an Filmhochschule Łódź aus.
2006 ist sein Buch Labirynt Światła (Labyrinth des Lichtes) mit den Gedanken über seine Berufstätigkeit erschienen. 2017 erschien seine Sztuka filmowa (Filmkunst), eine Sammlung seiner Vorlesungen an der Warschauer Universität im Zeitraum von 2000 bis 2003.
Am 9. März 2009 wurde er von der Polnischen Filmakademie mit dem Polnischen Filmpreis für sein Lebenswerk ausgezeichnet. Jerzy Wójcik erhielt 1998 das Offizierskreuz und 2005 das Komturkreuz des Polonia Restituta-Ordens. Postum erhielt er am 11. April 2019 das Komturkreuz mit dem Stern des Polonia-Restituta-Ordens.
Jerzy Wójcik war Ehemann der Schauspielerin und Regisseurin Magda Teresa Wójcik (1934–2011) und ist Vater des Physikers, Bühnenbildners und Computergrafikers Tomasz Wójcik (* 1963). Er verbrachte die letzten Lebensjahre in seiner Villa im Warschauer Vorort Podkowa Leśna und wurde auf dem dortigen Friedhof bestattet.

## Filmografie (Auswahl)
- 1957: Der Mann auf den Schienen (Człowiek na torze)
- 1957: Am Ende der Nacht (Koniec nocy)
- 1958: Eroica (Eroica – Symfonia bohaterska w dwóch częściach) – Regie: Andrzej Munk
- 1958: Asche und Diamant (Popiół i diament) – Regie: Andrzej Wajda
- 1959: Tapferkeitskreuz (Krzyż Walecznych) – Regie: Kazimierz Kutz
- 1960: Nikt nie woła – Regie: Kazimierz Kutz
- 1961: Mutter Johanna von den Engeln (Matka Joanna od aniołów) – Regie: Jerzy Kawalerowicz
- 1961: Vergangenheit (Czas przeszly)
- 1961: Samson – Regie: Andrzej Wajda
- 1962: Mein Alter (Mój stary)
- 1963: Die ehrbaren Sünden (Zacne grzechy)
- 1964: Echo
- 1965: Das Leben noch einmal (Zycie raz jeszcze)
- 1966: Pharao (Faraon) – Regie: Jerzy Kawalerowicz
- 1966: Potem nastąpi cisza – Regie: Janusz Morgenstern
- 1967: Westerplatte – Regie: Stanisław Różewicz
- 1969: Serbische Schuhputzerballade (Krvava bajka)
- 1969: Ein Märchen (Vrane)
- 1973: Sintflut (Potop) – Regie: Jerzy Hoffman
- 1975: Opadły liście z drzew – Regie: Stanisław Różewicz
- 1985: Kobieta w kapeluszu – Regie: Stanisław Różewicz
- 1987: Anioł w szafie – Regie: Stanisław Różewicz

## Werke
- Jerzy Wójcik: Labirynt Światła (Labyrinth des Lichtes), Canonia, Warszawa, 2006,  ISBN 83-923967-0-7
- Jerzy Wójcik: Sztuka filmowa (Die Filmkunst), Canonia, Warszawa, 2017, ISBN 978-83-946851-0-2